# Acarnus
Acarnus is een geslacht van sponsdieren uit de klasse van de Demospongiae (gewone sponzen).

## Soorten
- Acarnus bergquistae van Soest, Hooper & Hiemstra, 1991
- Acarnus bicladotylotus Hoshino, 1981
- Acarnus caledoniensis Hooper & Lévi, 1993
- Acarnus claudei van Soest, Hooper & Hiemstra, 1991
- Acarnus deweerdtae van Soest, Hooper & Hiemstra, 1991
- Acarnus erithacus de Laubenfels, 1927
- Acarnus guentheri (Dendy, 1896)
- Acarnus hoshinoi van Soest, Hooper & Hiemstra, 1991
- Acarnus innominatus Gray, 1867
- Acarnus levii Vacelet, 1960
- Acarnus michoacanensis Aguilar-Camacho, Carballo & Cruz-Barraza, 2014
- Acarnus nicoleae van Soest, Hooper & Hiemstra, 1991
- Acarnus oaxaquensis Aguilar-Camacho, Carballo & Cruz-Barraza, 2014
- Acarnus peruanus van Soest, Hooper & Hiemstra, 1991
- Acarnus primigenius Hiemstra & Hooper, 1991
- Acarnus radovani (Boury-Esnault, 1973)
- Acarnus sabulum Aguilar-Camacho, Carballo & Cruz-Barraza, 2014
- Acarnus souriei (Lévi, 1952)
- Acarnus tener Tanita, 1963
- Acarnus tenuis Dendy, 1896
- Acarnus ternatus Ridley, 1884
- Acarnus thielei Lévi, 1958
- Acarnus topsenti Dendy, 1922
- Acarnus tortilis Topsent, 1892
- Acarnus toxeata Boury-Esnault, 1973
- Acarnus wolffgangi Keller, 1889